# Odznaka honorowa „Zasłużonym Ziemi Gdańskiej”
Odznaka honorowa „Zasłużonym Ziemi Gdańskiej” – polskie jednostopniowe odznaczenie samorządowe w formie odznaki honorowej, ustanowione w 20. rocznicę wyzwolenia Pomorza Gdańskiego spod okupacji hitlerowskiej.

## Historia
Na podstawie art. 3 ust. 1 ustawy z dnia 25 stycznia 1958 r. o radach narodowych (jednolity tekst w Dz. U. z 1963 r. Nr 29, poz. 172) Wojewódzka Rada Narodowa w Gdańsku – za zgodą Ministra Spraw Wewnętrznych w dniu 15 października 1964 r. podjęła uchwałę Nr 30/XX/64 w sprawie ustanowienia odznaki honorowej „Zasłużonym Ziemi Gdańskiej”. Pierwsze odznaki wręczone zostały w marcu 1965 r., w trakcie obchodów 20. rocznicy wyzwolenia Pomorza Gdańskiego spod okupacji hitlerowskiej. W trakcie uroczystości, jaka miała miejsce w sali herbowej Prezydium WRN w Gdańsku w dniu 30 marca 1965 r. odznakę honorową „Zasłużonym Ziemi Gdańskiej” otrzymał m.in. gen. Paweł Batow, który w trakcie walk o Gdańsk w marcu 1945 r. z Biskupiej Górki dowodził rosyjską 65. armią oraz kpt. Zbigniew Michel, który jako żołnierz Pierwszej Brygady Pancernej imienia Bohaterów Westerplatte wraz z Bruno Wilczewskim w dniu 28 marca 1945 r. na szczycie Dworu Artusa zatknęli biało-czerwoną flagę. Podczas tej uroczystości odznakę honorową otrzymało również zaprzyjaźnione miasto Leningrad. Na temat osób wyróżnionych odznaką honorową wielokrotnie rozpisywała się lokalna prasa, a w latach 1975–1982 w Dzienniku Urzędowym WRN w Gdańsku w formie obwieszczenia publikowane były roczne zestawienia nagrodzonych w latach 1974–1981.

## Opis fizyczny
Wykonana według projektu Bolesława Siemianowskiego w Mennicy Państwowej odznaka honorowa „Zasłużonym Ziemi Gdańskiej” to okrągły posrebrzany medal o średnicy 50 mm. Na awersie znajduje się wizerunek zwróconego w prawo gryfa pomorskiego, który trzyma w szponach tarczę herbową z orłem polskim. Wokół niego umieszczonych zostało 15 stylizowanych herbów miast województwa gdańskiego. Na rewersie na tle symbolicznie przedstawionego połączenia lądu z wodą umieszczony został napis „Zasłużonym Ziemi Gdańskiej”. Osoba odznaczona oprócz emblematu odznaki wtłoczonego w ozdobną, twardą oprawę koloru niebieskiego otrzymywała również miniaturę odznaki o średnicy 14 mm, którą należało nosić na prawej piersi, a także legitymację potwierdzającą nadanie odznaki honorowej.

## Zasady nadawania
Odznaka nadawana była przez Wojewódzką Radę Narodową w Gdańsku. Mogły ją otrzymać osoby fizyczne, które w sposób szczególny zasłużyły się w pracy zawodowej lub w działalności społeczno-politycznej, przyczyniając się do rozbudowy i umocnienia gospodarki narodowej lub do rozwijania życia kulturalnego i oświaty na terenie dawnego województwa gdańskiego. Zgodnie z tymi kryteriami przyznawano ją również organizacjom politycznym i społecznym, zakładom pracy, instytucjom oraz jednostkom administracji terytorialnej. Osoba wyróżniona otrzymywała prawo do używania tytułu „Zasłużonym Ziemi Gdańskiej” Prezydium Wojewódzkiej Rady Narodowej w Gdańsku mogło pozbawić odznaki honorowej osoby skazane prawomocnym wyrokiem sądowym na utratę praw publicznych, obywatelskich praw honorowych lub prawa wykonywania zawodu.
Odznaki honorowe „Zasłużonym Ziemi Gdańskiej” nadawano w latach 1965–1990 z okazji rocznicy wyzwolenia województwa gdańskiego spod okupacji hitlerowskiej i Święta Odrodzenia Polski. W roku 1974 zmieniony został regulamin przyznawania odznaki honorowej „Zasłużonym Ziemi Gdańskiej”, którą od tej pory można było również nadawać z okazji Święta 1 Maja. Regulamin dopuszczał także nadanie odznaki w szczególnych przypadkach w dowolnym czasie. Inną dokonaną wówczas zmianą było wprowadzenie dodatkowego warunku, że nagradzani powinni byli prowadzić działalność na terenie województwa gdańskiego przez okres co najmniej 20 lat. W wyjątkowo uzasadnionych wypadkach okres ten mógł zostać skrócony.